# Houda Benyamina
Houda Benyamina of Uda Benyamina (Viry-Châtillon, 1980) is een Frans filmregisseuse en scenarioschrijver.

## Biografie
Houda Benyamina werd in 1980 geboren in Viry-Châtillon in het Franse departement Essonne in een familie van Marokkaanse oorsprong. Ze is de oudere zuster van de actrice Oulaya Amamra. Benyamina studeerde af als kapster en wegens haar interesse in literatuur en cinema studeerde ze verder aan l'école régionale d'acteurs de Cannes (ERAC). Ze richtte in Viry-Châtillon de vereniging networking 1000 Visages op die de diversiteit bepleitte in deze homogene samenleving. Ze spoorde haar jongere zuster Amamra aan om theatercursus te volgen en gaf haar ook de hoofdrol in haar eerste speelfilm. Beyamina maakte negen korte films die op diverse festivals en op televisie vertoond werden.
Benyamina schreef samen met Romain Compingt het scenario voor Divines, die ze zelf regisseerde. Benyamina’s eerste langspeelfilm ging in première op het filmfestival van Cannes 2016 in de sectie Quinzaine des réalisateurs en won de Prix SACD - Mention spéciale en de Caméra d'or. De film werd in 2017 genomineerd voor de Golden Globe voor beste buitenlandse film en kreeg zeven nominaties voor de Césars (onder andere beste film en beste regie) waarvan er drie gewonnen werden. Benyamina werd ook bekroond met de Prix Lumière voor beste debuutfilm.

## Filmografie
- 2016: Divines
- 2011: Sur la route du paradis (korte film)
- 2008: Ma poubelle géante (korte film)
- 2006: Paris vs Banlieue (korte film)
- 2006: Taxiphone Francaoui (korte film)
- 2006: Le clou en chasse un autre (korte film)

## Prijzen en nominaties
De belangrijkste:
| Jaar | Prijs                   | Categorie               | Film    | Uitslag     |
| ---- | ----------------------- | ----------------------- | ------- | ----------- |
| 2017 | César                   | Beste debuutfilm        | Divines | Gewonnen    |
| 2017 | Golden Globes           | Beste buitenlandse film | Divines | Genomineerd |
| 2017 | Prix Lumière            | Beste debuutfilm        | Divines | Gewonnen    |
| 2016 | Filmfestival van Cannes | Caméra d'or             | Divines | Gewonnen    |